# Championnat d'Italie de rugby à XV 2016-2017
Navigation
Eccellenza 2015-2016 Eccellenza 2017-2018
Le Championnat d'Italie de rugby à XV 2016-2017 ou Campionato Nazionale Eccellenza 2016-2017 oppose les dix meilleures équipes italiennes de rugby à XV. Le championnat débute le 1er octobre 2016 et se termine par une finale prévue le 27 mai 2017. Il se déroule en deux temps : une première phase dite régulière en match aller-retour où toutes les équipes se rencontrent deux fois et une phase finale en deux tours. Le premier de la phase régulière rencontre le quatrième et le deuxième rencontre le troisième en match aller-retour lors des demi-finales, puis la finale entre les deux vainqueurs de ces demi-finales. À la fin de la saison régulière, le dernier du classement est relégué en Série A.

## Liste des équipes en compétition
Le Reggio Emilia, vainqueur de la Série A1, est promu et remplace le club de l'Aquila Rugby relégué en deuxième division. 
| Calvisano Plaisance Lazio Rome Mogliano Padoue San Donà Reggio d'Émilie Rovigo Fiamme Oro Viadana |

| Équipe          | Stade                                                   | Capacité | Ville           |
| --------------- | ------------------------------------------------------- | -------- | --------------- |
| Calvisano       | Stade communal San Michele                              | 3 500    | Calvisano       |
| Fiamme Oro Roma | Centro Sportivo della Polizia di Stato di Ponte Galeria | 1 348    | Rome            |
| Reggio Emilia   | Stade Mirabello                                         | 4 500    | Reggio d'Émilie |
| Lazio           | Centre sportif Giulio-Onesti                            | 628      | Rome            |
| Rugby Lyons     | Stadio Comunale Beltrametti                             | 3 000    | Plaisance       |
| Mogliano        | Stade Maurizio-Quaggia                                  | 786      | Mogliano Veneto |
| Petrarca Padoue | Stadio Plebiscito                                       | 9 600    | Padoue          |
| Rovigo          | Stade Mario-Battaglini                                  | 5 500    | Rovigo          |
| San Donà        | Stade Romolo-Pacifici                                   | 1 500    | San Donà        |
| Rugby Viadana   | Stade Luigi-Zaffanella                                  | 6 000    | Viadana         |

## Résumé des résultats

### Classement de la phase régulière
| Rang | Club             | J  | V  | N | D  | Bo | Bd | Pm  | Pe  | Diff | Pts |
| ---- | ---------------- | -- | -- | - | -- | -- | -- | --- | --- | ---- | --- |
| 1    | Rugby Calvisano  | 18 | 17 | 0 | 1  | 12 | 1  | 555 | 248 | +307 | 81  |
| 2    | Petrarca Padoue  | 18 | 13 | 1 | 4  | 8  | 2  | 588 | 280 | +308 | 64  |
| 3    | Rugby Rovigo (T) | 18 | 11 | 2 | 5  | 7  | 1  | 497 | 401 | +96  | 56  |
| 4    | Rugby Viadana    | 18 | 9  | 1 | 8  | 4  | 3  | 446 | 398 | +48  | 45  |
| 5    | Fiamme Oro       | 18 | 8  | 0 | 10 | 3  | 8  | 399 | 336 | +63  | 43  |
| 6    | San Donà         | 18 | 10 | 1 | 7  | 1  | 0  | 324 | 426 | -102 | 39¹ |
| 7    | Reggio (P)       | 18 | 6  | 0 | 12 | 3  | 7  | 323 | 453 | -130 | 34  |
| 8    | Mogliano SSD     | 18 | 7  | 0 | 11 | 1  | 2  | 287 | 483 | -196 | 31  |
| 9    | SS Lazio         | 18 | 3  | 0 | 15 | 7  | 7  | 386 | 608 | -222 | 26  |
| 10   | Lyons Piacenza   | 18 | 3  | 1 | 14 | 0  | 6  | 242 | 414 | -172 | 20  |

¹ San Donà a eu quatre points de pénalité pour avoir disputé un match avec trop de joueurs étrangers.
|  | Qualifiés pour les demi-finales (no 1, no 2, no 3, no 4).    |
|  | Relégué en deuxième division à l'issue de la saison (no 10). |
|  | T : tenant du titre 2016 • P : promu 2016                    |

Attribution des points : victoire sur tapis vert : 5, victoire : 4, match nul : 2, défaite : 0, forfait : -2 ; plus les bonus (offensif : 4 essais marqués ; défensif : défaite par 7 points d'écart ou moins).

### Phase finale
Les quatre premiers de la phase régulière sont qualifiés pour les demi-finales qui se font en matchs aller-retour. L'équipe classée première affronte celle classée quatrième alors que la seconde affronte la troisième. Les deux premières équipes ont l'avantage de recevoir lors du match retour. 
|  | Demi-finales              | Demi-finales         |                 |          | Finale         | Finale         |
|  | Demi-finales              | Demi-finales         |                 |          | Finale         | Finale         |
|  |                           |                      |                 |          |                |                |
|  | 6 mai et 20 mai 2017      | 6 mai et 20 mai 2017 |                 |          | le 27 mai 2017 | le 27 mai 2017 |
|  | 6 mai et 20 mai 2017      | 6 mai et 20 mai 2017 |                 |          | le 27 mai 2017 | le 27 mai 2017 |
|  | [4] Rugby Viadana         | 18 \| 17             |                 |          | le 27 mai 2017 | le 27 mai 2017 |
|  | [4] Rugby Viadana         | 18 \| 17             |                 |          | le 27 mai 2017 | le 27 mai 2017 |
|  | [1] Rugby Calvisano       | 12 \| 47             |                 |          | le 27 mai 2017 | le 27 mai 2017 |
|  | [1] Rugby Calvisano       | 12 \| 47             | Rugby Calvisano | 43       |                |                |
|  | 6 mai et 20 mai 2017      |                      | Rugby Calvisano | 43       |                |                |
|  |                           | Rugby Rovigo         | 29              |          |                |                |
|  | [3] Rugby Rovigo          | Rugby Rovigo         | 29              | 33 \| 28 |                |                |
|  | [3] Rugby Rovigo          |                      |                 | 33 \| 28 |                |                |
|  | [2] Petrarca Rugby Padoue | 18 \| 12             |                 |          |                |                |
|  | [2] Petrarca Rugby Padoue | 18 \| 12             |                 |          |                |                |

## Résultats détaillés

### Phase régulière
L'équipe qui reçoit est indiquée dans la colonne de gauche.
| Clubs           | CAL   | FIA   | LAZ   | LYO   | MOG   | PET   | REG   | ROV   | SAN   | VIA   |
| --------------- | ----- | ----- | ----- | ----- | ----- | ----- | ----- | ----- | ----- | ----- |
| Calvisano       |       | 29-22 | 49-9  | 32-7  | 24-0  | 28-20 | 20-15 | 35-14 | 26-17 | 36-17 |
| Fiamme Oro Roma | 9-10  |       | 20-13 | 22-16 | 68-20 | 21-29 | 13-10 | 23-25 | 10-13 | 26-15 |
| Lazio           | 22-52 | 17-36 |       | 21-23 | 27-12 | 23-64 | 29-30 | 30-33 | 21-11 | 15-42 |
| Rugby Lyons     | 17-43 | 24-6  | 19-13 |       | 16-19 | 13-20 | 16-26 | 15-22 | 21-23 | 18-28 |
| Mogliano        | 10-5  | 12-23 | 32-26 | 18-8  |       | 17-53 | 29-27 | 16-34 | 25-13 | 14-24 |
| Petrarca Padoue | 16-26 | 21-19 | 49-14 | 33-0  | 38-0  |       | 77-7  | 12-17 | 48-19 | 27-19 |
| Reggio Emilia   | 7-29  | 17-16 | 26-29 | 22-0  | 11-22 | 7-29  |       | 13-25 | 20-0  | 15-13 |
| Rovigo          | 11-26 | 21-27 | 51-36 | 34-3  | 33-5  | 20-20 | 50-26 |       | 25-25 | 42-24 |
| San Donà        | 17-59 | 17-16 | 28-12 | 19-13 | 23-20 | 15-14 | 20-15 | 30-22 |       | 20-19 |
| Rugby Viadana   | 18-26 | 27-22 | 31-29 | 13-13 | 30-16 | 15-18 | 36-29 | 35-18 | 40-14 |       |

|  | Victoire à domicile |  | Match nul |  | Défaite à domicile |

### Finale
| 27 mai 2017 18h00 | Rugby Calvisano | 43 - 29 (14-12) | Rugby Rovigo | Stadio San Michele 6 000 spectateurs Arbitre : Marius Mitrea |
| 27 mai 2017 18h00 | Essai(s) : Lucchin (32e), Andreotti (35e), Tuivaiti (47e), Minozzi (55e), Paz (61e), Chiesa (80e) Transformation(s) : Minozzi 5 (32e, 35e, 47e, 55e, 80e) Pénalité(s) : Minozzi 1 (69e) |                 | Essai(s) : Barion (82e), Biffi (83e) Transformation(s) : Basson 1 (82e), Mantelli 1 (83e) Pénalité(s) : Basson 5 (10e, 18e, 20e, 25e, 43e) | Stadio San Michele 6 000 spectateurs Arbitre : Marius Mitrea |
| 27 mai 2017 18h00 | |                 | | Stadio San Michele 6 000 spectateurs Arbitre : Marius Mitrea |